# Неріт
Неріт — риболовна пастка циліндричної форми. Складається з трьох кілець обручного каркасу, який обтягнутий сіткою.
Один кінець закритий, а другий має вузьку горловину, через яку потрапляє риба. Неріт ставлять на протоках та інших  неглибоких місцях водойми.